# Соцгородок (Краснодарский край)
Соцгородок — посёлок в Лабинском районе Краснодарского края.
Входит в состав Зассовского сельского поселения. 

## География
Посёлок расположен в 4 км к северу от административного центра поселения — станицы Зассовской, около железнодорожной станции Засовская. 

### Улицы
- ул. Восточная,
- ул. Железнодорожная,
- ул. Набережная,
- ул. Пушкина,
- ул. Тельмана.

## История
Основан в 1935 году. .

## Население
| 2002 | 2010 |
| ---- | ---- |
| 197  | ↘186 |